# Yaginumaella supina
Yaginumaella supina är en spindelart som beskrevs av Zabka 1981. Yaginumaella supina ingår i släktet Yaginumaella och familjen hoppspindlar. Inga underarter finns listade i Catalogue of Life.